# Jakob Brønnum
Jakob Brønnum (født 16. april 1959) er en dansk digter og forfatter.

## Litterær debut, legater mm.
Jakob Brønnum havde sin litterære debut i Hvedekorn 1983 og har modtaget legater bl.a. fra Statens Kunstfond.
Jakob Brønnum er repræsenteret i flere antologier, bl.a. Ingeborg Bugge: To som elsker hinanden (Gyldendal, 2007), Eva Heltberg: Sproget i litteraturen (lærebog, Gyldendal, 2007), Carsten Flink (red.) Elsker – begynderdigte (Hovedland, 2009), Mette Bachmann Westergaard: Lyrikspor: 30 digte og 6 fordybelsesområder i dansk (Gyldendal 2019). Bidrag til tidsskrifter og antologier i Sverige (Lyrikvännen), Finland (Parnasso) og Rusland (Literaturnaja Gazeta), samt tidsskrifter på engelsk, herunder La Piccioleta Barca  og The Ekphrastic Review

## Uddannelse, organisatoriske poster, skribentvirksomhed
Jakob Brønnum tog HumBas fra RUC 1981 og er uddannet cand.theol. fra Aarhus Universitet 1992. Redaktør af Præsteforeningens Blad siden 1997. Formand for den skønlitterære gruppe i Dansk Forfatterforening 1994-2002; medlem af Dansk Forfatterforenings bestyrelse i samme periode; næstformand i Dansk Forfatterforenings repræsentantskab 1996-2002; forfatternes repræsentant i Biblioteksafgiftsnævnet under Kulturministeriet 1996-2003 og i samme periode Dansk Forfatterforenings repræsentant i Bog Forums styregruppe; formand for Baltic Writer's Council og medlem af bestyrelsen for Östersjöns författar- och översättarcentrum i Visby 1999-2002. Jakob Brønnum var 2006-2008 medlem af bestyrelsen for Morsø Biblioteksforening og 2009-2011 medlem af Autorkontoudvalget i Dansk Forfatterforening. Medlem af Innovationsrådet ved Akademin för humaniora, utbildning och samhällsvetenskap ved Örebro Universitet 2009-12. Jakob Brønnum har skrevet for Frederiksberg Bladet 1981-1984 (teater); Aarhus Stiftstidende 1987-1998 (musik); Bogmarkedet 1993-1997, Kristeligt Dagblad 1999-2001 (radio/TV). Desuden 40 forfatterportrætter for Det Kgl. Bibliotek. Grundlægger og redaktør af det digitale kulturtidsskrift Den smalle bog  2016. Litteraturredaktør, POV International, 2019-2021. Næstformand for Länsmusiken (Det svenske kammerorkester), Örebro 2019-2022, bestyrelsesmedlem 2023-.

## Antologibidrag
- ToDusin (antologi, Forlaget Brage 1992, digte)
- Narrskepet (antologi, Bra Böcker 1992, digte)
- Literaturnaja Gazetta, oktober 1992 (tidsskrift, russisk, digt)
- Parnasso 1997/3 (tidsskrift, finsk, digte)
- Navigare – Visby Textbook no. 1 (antologi, svensk, 1999, digte)
- Ordet Rundt (antologi, red. Møllehave, 2000, essay)
- På den anden side Bron (antologi, Dansk-Svensk Forfatterselskab, 2000, digte)
- Lyrikvännen 2005/4 (tidsskrift, svensk, digte)
- Den teologiske understrøm (Standart 2005/3)
- To som elsker hinanden (Ingeborg Bugge, red, 2007, digt)
- Sproget i litteraturen (Eva Heltberg, 2007, fortælling)
- Rockprofeter (antologi, red. Lars K. Bruun, 2008, essay)
- Timmar i Köpenhamn och Malmö (antologi Dansk-Svensk Forfatterselskab, 2009, prosa)
- Elsker – begynderdigte (Carsten Flink,red., 2009, Hovedland, digt)
- Himlen i mine fodsåler (antologi 2011)
- Haiku til Japan (antologi 2011)
- Guldkorn (antologi, teologiske tekster, Forlaget Alfa, 2011)
- Logikken gravede et hulrum i ordene (digt, Det poetiske bureaus forlag, 2018)
- Lyrikspor (undervisningsantologi, Gyldendal 2019)
- Utyske Nr. 8 (essay om Celan, antologi, Det poetiske bureaus forlag, 2021)
- New Contexts 4 (digte, engelsk, Coverstory Books 2022)
- New Contexts 6 (digte, engelsk, Coverstory Books 2024)

## Om forfatterskabet
- I Thorvald Berthelsen: Dansk haiku og modernisme (Ravnerock, 2021) gennemgås Jakob Brønnums to samlinger Månen i din hånd (2010) og Lysåret (2016)
- Thorvald Berthelsen analyserer Jakob Brønnums næsten 1200 sider lange lyriktrilogi Øjeblikkets tilstand (Porten til den indre by, 2016, Nøjsomhedens tivoli 2017, Øjeblikkets tredje tilstand, 2018) i essayet “Øjeblikkets tilstand”, der er en kosmogoni i vor tid" [7], POV International
- Flemming Kloster Poulsens bog om "hvordan man kan bruge litteraturen i sit livtag med tilværelsen"[8] "I litteraturens spejl – livtag med tilværelsen" (2015) har et kapitel, der beskriver Jakob Brønnums roman Kun sig selv (2004) som sorgproces.

- I en artikel om bibliotekarer i skønlitteraturen i Bibliotekspressen 2009/1 [9] omtales to af hovedpersonerne i Jakob Brønnums romaner, Den lange søndag og Forfølgeren.

## Øvrig skribentvirksomhed
- Jakob Brønnum har i en årrække skrevet små introduktioner til den klassiske musiks hovedværker i Århus Symfoniorkesters programblad. Blandt de øvrige introduktioner er artikler om Beethovens opera Fidelio til Den jyske Operas programblad, om Tolstojs Anna Karenina til Det kgl. Teaters balletopførelse og en introduktion af den svenske symfoniker Allan Pettersson til tidsskriftet P2Musik. Han har anmeldt klassisk musik i bl.a. POV International og Den smalle bog. I 2022 skrev han hovedartiklen i kammermusikfestivalen HicSums koncertprogram

- Jakob Brønnum har oversat de 12 bind i serien Visdomsord med citater af skikkelser fra kirkehistorien fra Frans af Assisi til Desmond Tutu (1999-2001), tegneserien Den illustrerede bibel (1999, 2. udg. 2005), børnebibelen Bibelen fortalt for mig (2007), håndbogen Atlas over Bibelens Fortællinger (2008), Greg Watts: Mother Teresa – en portrætbog (2011) og redigeret antologien Dansen gennem skoleårene – Danske forfattere om skoletiden fra den første skoledag til studentereksamen (1999, 2. udg. 2002).